# 노동네트워크
노동네트워크(한국노동네트워크협의회, LaborNet in South Korea)는 1996년 12월 14일 '노동정보화사업단'으로 시작한, 노동운동의 정보화를 위해 활동하는 단체다. 노동정보화사업단 초창기에는 노동조합과 노동운동단체의 인프라 구축을 위해 노력했고, 이후 노동운동 관련 단체의 홈페이지 제작과 운영 교육, 노동정보 데이터베이스 구축 등을 수행해 왔다. 한국의 시민사회단체들이 공동으로 사용하는 미디어 스트리밍 서버를 구축해 운영했고, 인터넷방송국인 '노동넷방송국'도 운영했다.
1997년 11월 '서울국제노동미디어' 행사 개최를 계기로 1년간 준비를 거쳐 1998년 11월 14일 진보네트워크센터와 함께 '한국노동네트워크협의회'를 창립했다.
매년 국제/국내 노동미디어행사를 열어, 노동운동과 정보통신운동, 미디어운동의 결합과 협력 방안을 논의하는 장을 만들어왔으며, 주요 행사와 투쟁 현장을 인터넷 생중계하는데 선도적인 역할을 했고, 2005년 여름부터는 "신자유주의-세계화반대 미디어문화행동"에 구성단체로서 APEC, WTO반대 운동에 함께했다.
진보네트워크와 긴밀한 관계를 갖고 있다.

## 설립 목적
- 노동운동의 정보자산(노동정보 데이터베이스, 정보통신 인프라) 형성과 자원 공유
- 노동운동 내부의 원활한 의사소통과 연대를 위한 민주적인 네트워크 구축

## 주요 연혁
- 1996년 12월 14일. 노동정보화사업단 결성
- 1996년~1997년. 노동법-안기부법개악반대 총파업 통신지원단 활동
- 1997년 11월. 제1회 서울국제노동미디어 행사 개최
- 1998년. 노동네트워크/진보네트워크 발족 준비
- 1998년 11월 14일. 한국노동네트워크협의회/진보네트워크센터 발족
- 1997년~2003년. 매년 노동미디어 행사 개최
  - (1997년, 1999년, 2001년은 국제노동미디어 행사, 나머지 해는 국내 행사)
- 2001년 대우자동차 정리해고반대투쟁 지원 통신단 활동
- 2001년 4~5월. 노동절 합동중계단 활동
- 2002년 발전노조 등 공공3사 총파업 지원 미디어활동단 활동
- 2003년 노동자 투쟁과 함께 하는 미디어활동단 구성,활동 전개중
- 2003년 10월. 노동정보화사업단과 통합
- 2004년 10월 20일. 노동넷방송국 개국
- 2005년 "신자유주의세계화반대 미디어문화행동"에 함께하여, 11월에 부산에서 열린 APEC반대운동현장을 인터넷으로 생방송했다

## 회원단체 및 대표자
- 회원단체 : 14개 노조ㆍ단체를 회원단체로 둔 협의회

```
노동자의힘
, 노동조합기업경영연구소, 
민주노동당
, 산업노동학회, 영등포산업선교회, 외국인이주노동자대책협의회, 
전국민주노동조합총연맹
, 이주노동자노동조합, 필리핀 이주노동자공동체 KASAMMAKO, 한국노동사회연구소, 한국노동이론정책연구소, 한국노동조합총연맹, 한국비정규노동센터
```

- 대표자 : 장창원 목사

### 외국의 노동네트워크
- 일본
- 미국
- 오스트리아
- 영국
- 독일
- 덴마크 보관됨 2007-04-13 - 웨이백 머신
- 터키